# 陳景華
陳景華（1863年—1913年9月16日），自署無恙生，珠海市香洲区南屏镇人。清光緒十四年（1888年）戊子科中舉人，曾任廣西桂平縣知縣，因查辦劇盜陸顯而得罪兩廣總督岑春煊被捕。逃脫後，由弟陳自覺助其逃到香港，转赴暹邏（今泰國）。
1913年9月16日在广州被袁世凯亲信龙济光杀害。

## 外部連結
- 陳景華[永久]